# Луций Гелий Публикола (консул 36 пр.н.е.)
Вижте пояснителната страница за други личности с името Луций Гелий Публикола.
Луций Гелий Публикола, също Попликола (на латински: Lucius Gellius Publicola; Poplicola), e политик на късната Римска република през 1 век пр.н.е.

## Произход и политическа кариера
Той произлиза от фамилията Гелии. Син е на Луций Гелий Публикола (консул 72 пр.н.е.) и Пола, която напуска първия си съпруг и се омъжва за Марк Валерий Месала Нигер (консул през 61 пр.н.е.). Гелий става полубрат на Марк Валерий Месала Корвин (консул 31 пр.н.е.).
През 36 пр.н.е. Луций Гелий Публикола е избран за консул заедно с Марк Кокцей Нерва.
Като млад е привърженик на Публий Клодий Пулхер и е нападан в много стихотворения на Катул. Изглежда има връзка с мащехата си, втората жена на баща му.
След убийството на Гай Юлий Цезар Гелий отива със заговорниците в Азия. Там участва в заговори против Брут и Гай Касий Лонгин. Застъпването на полубрат му Марк и майка му Пола го спасява от екзекуция. Той бяга при Марк Антоний и има монети, които свидетестват, че около 41 пр.н.е. е квестор propraetore. През 36 пр.н.е. той става консул.
При избухването на гражданската война Гелий се присъединява отново към Марк Антоний и командва дясното крило на флотата му в битката при Акциум. След това няма сведения за него. Вероятно е убит по време на битката или малко след това.

## Фамилия
Гелий Публикола е женен за Семпрония.